# Johannes Theodor von Witzleben
Johannes Theodor Karl Dittlev (von) Witzleben (* 30. Juni 1831 in Nyborg; † 19. Mai 1879 in Kopenhagen) war ein dänischer Schauspieler deutscher Abstammung.
Er stammte aus dem Thüringer Uradelsgeschlecht von Witzleben und war der Sohn des dänischen Zoll- und Intendanturbeamten Friedrich von Witzleben [dänisch: Frederik Witzleben] (1798–1865) und der Adamine Drastrup. Als Schauspieler wirkte Witzleben bis zu seinem frühen Tod am Det Kongelige Teater in Kopenhagen. Außerdem trat er im Jahr 1872 in einer dänischsprachigen Fassung des Stückes De Unges Forbund (deutsch: Der Bund der Jugend) von Henrik Ibsen als Boktrykker Aslaksen mit seiner Frau Bentine als Madam Rundholmen im Malmö Teater und im Mindre Teatern Göteborg auf.
Witzleben heiratete am 17. April 1854 in Frederiksberg Maria Bentine Christensen (* 1834) aus Kopenhagen. Da das Paar keine Kinder hatte und sein Bruder Friedrich Emil an den bei den Düppeler Schanzen im Deutsch-Dänischen Krieg erhaltenen Wunden 1864 verstarb, starb dieser Familienast der von Witzleben aus.